# Fototitolatrice
La fototitolatrice è una macchina fotocompositrice a comando manuale. 
Funziona, all'incirca, come le altre macchine fotocompositrici, sfruttando il principio della fotografia applicato alla stampa. Una matrice forata viene attraversata da un fascio di luce che va poi a impressionare la pellicola e più si allontana la matrice dalla pellicola e più il corpo del testo aumenta.
Consente inoltre una serie di variazioni e fantasie tipografiche che erano molto apprezzate in campo pubblicitario (in diagonale, decentrate, con trame, deformate ecc.). Per queste variazioni possibili ci sono diversi tipi di fototitolatrici. Le principali sono:
- a contatto: permettono una riproduzione del testo di 1:1 perché la matrice è a contatto con la pellicola;
- a ingrandimento: consentono, con l'allontanamento o l'avvicinamento, di ingrandire o ridurre le dimensioni dei caratteri a piacere;
- utilizzabili alla luce naturale;
- utilizzabili in camera oscura.